# Championnat d'Europe de baseball 1967
Navigation
Édition précédente Édition suivante
Le championnat d'Europe de baseball 1967, dixième édition du championnat d'Europe de baseball, a eu lieu du 6 au 12 août 1967 à Anvers, en Belgique. Il a été remporté par l'équipe de Belgique, en l'absence des deux équipes les plus fortes de l'époque, celle de l'Italie et celle des Pays-Bas, qui s'étaient affrontées en 1965 en finale de la compétition précédente.